# 세종 비암사 삼층석탑
세종 비암사 삼층석탑((世宗 碑岩寺 三層石塔)은 세종특별자치시 전의면, 비암사에 있는 고려시대의 삼층석탑이다. 2012년 12월 31일 세종특별자치시의 유형문화재 제3호로 지정되었다.

## 개요
비암사 극락보전 앞에 서 있는 3층 석탑이다. 
1층 기단(基壇) 위에 3층의 탑신(塔身)을 올린 형태로, 1982년 복원 공사를 하면서 없어진 기단부를 보완하고 뒤집혀 있던 석재들을 바로 잡았다. 기단의 네 면과 탑신부의 각 몸돌에는 기둥 모양을 조각하였다. 지붕돌은 네 귀퉁이가 날카롭게 하늘로 향해 있고, 밑면에 4단의 받침을 두었다. 꼭대기에는 머리장식을 받치던 네모난 받침돌만이 남아 있다. 
전체적으로 탑신의 1층 몸돌에 비해 2층 이상의 몸돌이 크게 줄어들었다. 지붕돌이 몸돌에 비해 둔해 보이고, 밑면의 받침이 4단인 점 등으로 보아 고려시대에 세운 것으로 보인다.

## 현지 안내문
탑은 석가모니의 사리나 유품을 봉안하기 위해 만든 조형 기념물이다.
화강암으로 만든 이 탑은 고려시대에 제작된 것으로 추정된다. 옥개의 부분이 탑신에 비해 둔한 느낌을 주지만 전체적으로 안정감을 주며 단아한 형태를 간직하고 있다.
상륜부는 노반을 제외하고 없어졌고 위치도 원래의 자리가 아닌 것을 1982년 기단부의 없어진 부분을 보완하여 복원하였다.
1960년 3월 석탑 꼭대기에서 계유명전씨아미타불비상(契酉銘全氏阿彌陀佛碑像)이 발견되어 국보 106호로 지정되었다.

## 같이 보기
- 비암사
- 계유명전씨아미타불비상

## 참고 자료
- 세종 비암사 삼층석탑 - 국가유산청 국가유산포털